# Megastrebla wenzeli
Megastrebla wenzeli är en tvåvingeart som först beskrevs av Jobling 1952.  Megastrebla wenzeli ingår i släktet Megastrebla och familjen lusflugor. Inga underarter finns listade i Catalogue of Life.